# 湘南江之島車站
湘南江之島車站（日语：／ Shōnan-enoshima eki */?）是一由湘南單軌電車（湘南モノレール）所經營的鐵路車站，位於日本神奈川縣藤澤市片瀨地區，是湘南單軌電車江之島線的終點車站。
雖然車站名稱包含有「湘南」、「江之島」等與海邊休閒觀光非常有關係的地名，但湘南江之島車站實際上是江之島鄰近地區三個車站之中，距離海岸線最遠的一個，平常的利用旅客多以當地的居民與通勤旅客為主。

## 歷史
當初計劃預定將車站建於近海岸線的位置，但遭到江之島電鐵與當地業權擁有者反對，結果只能建於內陸位置。此站往江之島海岸的州鼻通設有湘南單軌電車擁有的停車場。
- 1971年（昭和46年）7月1日：開業。
- 1992年（平成4年）9月：設置自動閘機。
- 2012年（平成24年）3月31日：更新自動閘機。
- 2018年（平成30年）
  - 4月1日：啟用PASMO。另外，伴隨車站大樓翻新進展引入升降機。
  - 12月1日：新車站大樓竣工，正式啟用[1]。

## 車站結構

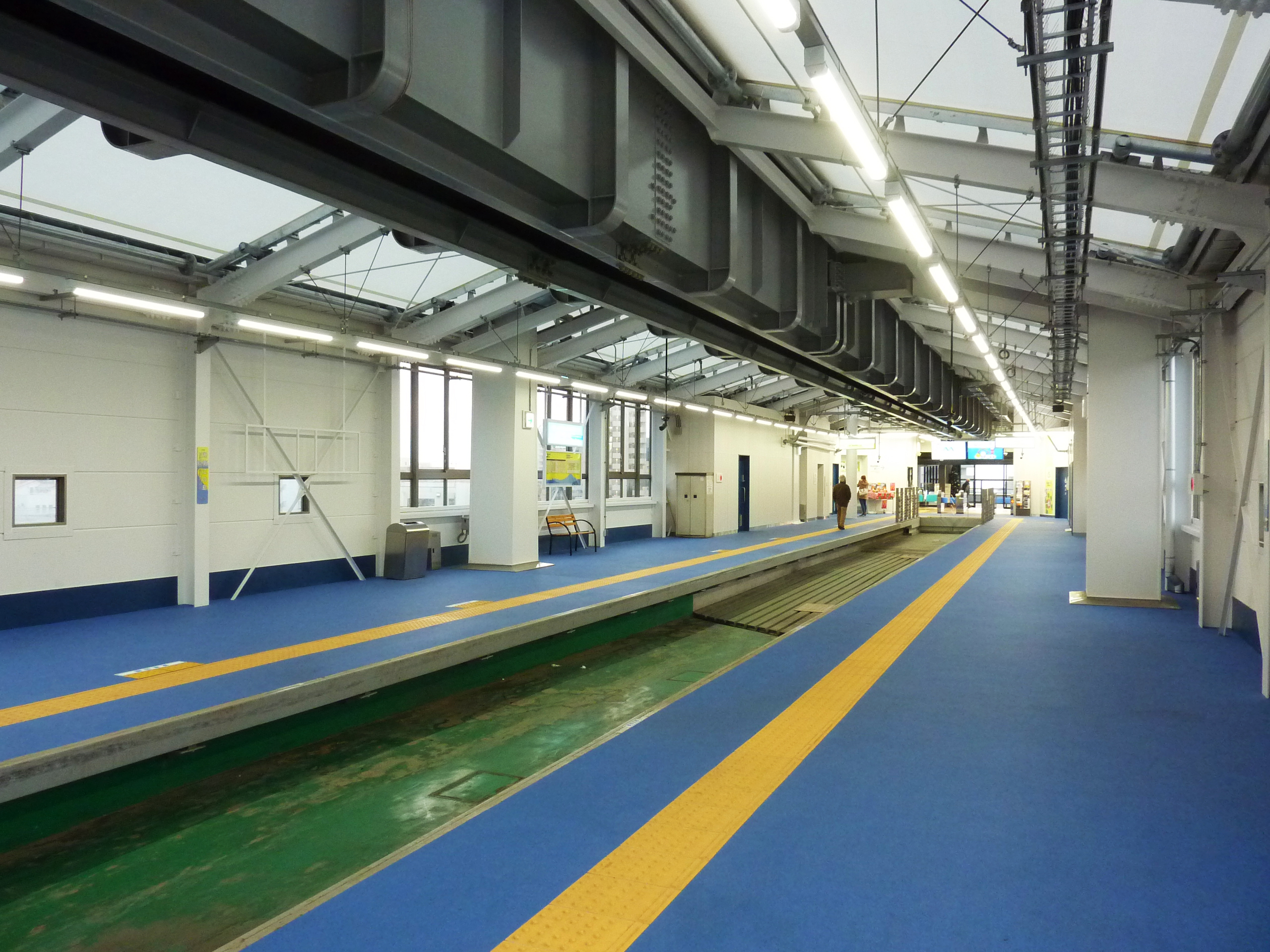
月台（2018年12月）

開業當時起的站舍作為車站大樓建於5樓，經過耐震補強及增加改建設施後，於2018年（平成30年）12月竣工。

### 月台配置
| 月台 | 路線      | 目的地             |
| ---- | --------- | ------------------ |
| 1    | ■江之島線 | 湘南深澤、大船方向 |
| 2    | ■江之島線 | 下車月台           |

## 使用情況
由於是直入江之島鄰里的鐵路線，與江之島電鐵線和小田急江之島線不同，使用者以當地居民與通學客佔多數，近年旅客的數量亦有增加。
近年一日平均上車人次推移如下表。
| 年度   | 一日平均 上車人次 |
| ------ | ----------------- |
| 1998年 | 1,688             |
| 1999年 | 1,667             |
| 2000年 | 1,631             |
| 2001年 | 1,682             |
| 2002年 | 1,678             |
| 2003年 | 1,705             |
| 2004年 | 1,835             |
| 2005年 | 1,850             |
| 2006年 | 1,818             |
| 2007年 | 1,895             |
| 2008年 | 1,865             |

## 相鄰車站

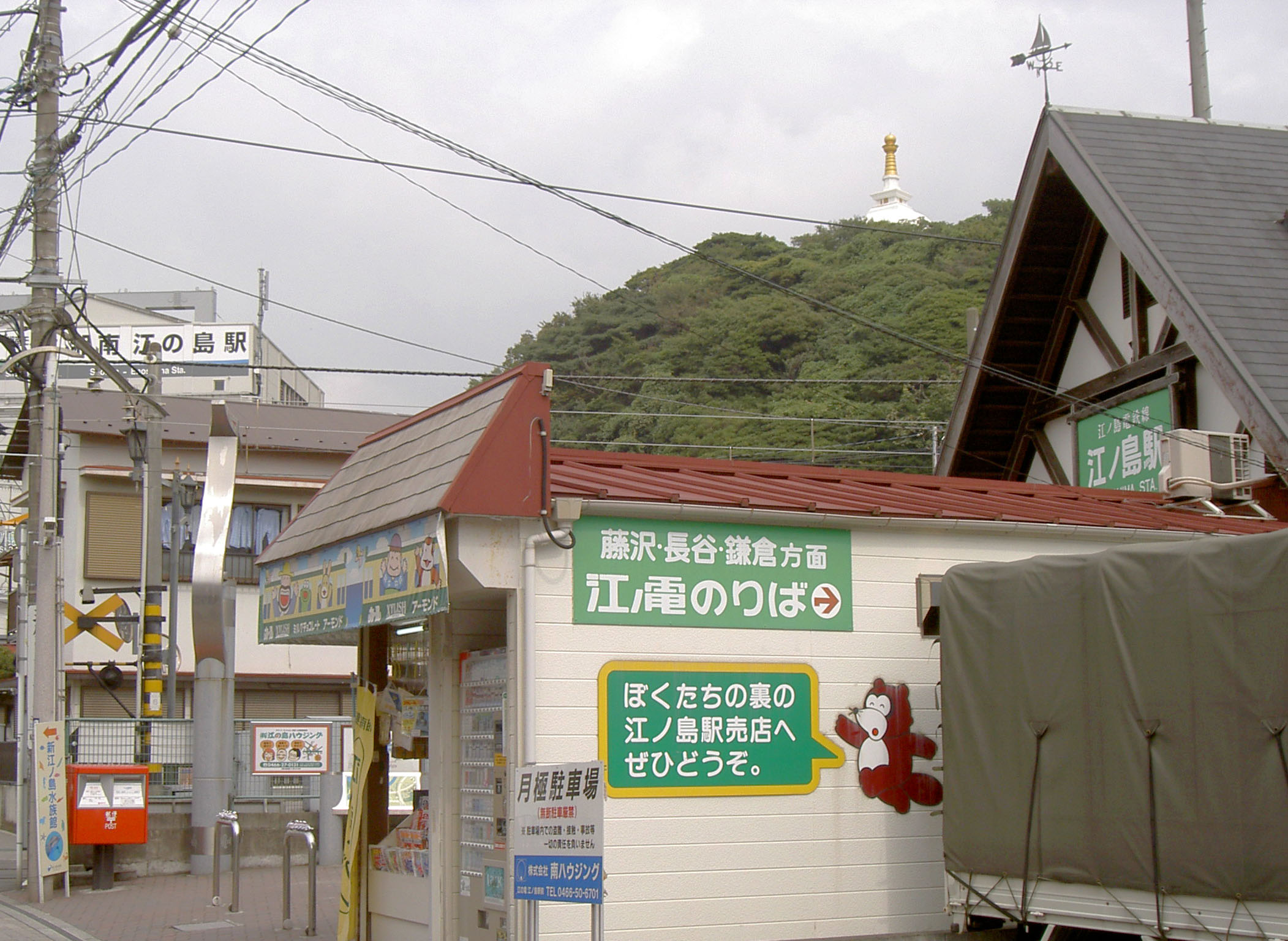
本站和江之岛电铁江之岛站间的位置关系

湘南單軌電車
■江之島線
目白山下（SMR7）－湘南江之島（SMR8）
湘南江之島車站與稍微南側的江之島電鐵江之島車站距離非常近，兩車站之間僅夾著國道467號相望。至於最靠近江之島的小田急電鐵片瀨江之島車站，則距離本站有約15分鐘步行距離的程度。

## 外部連結
- 湘南單軌電車 車站資訊 （页面存档备份，存于）